# Единый день голосования 8 сентября 2013 года
В единый день голосования 8 сентября 2013 года в Российской Федерации прошли выборные кампании различного уровня, включая выборы глав 8 субъектов федерации и выборы депутатов законодательных (представительных) органов государственной власти в 16 субъектах Российской Федерации.
Всего в единый день голосования прошло около 7 тысяч выборов в 80 регионах России. Только в трех регионах — Республике Ингушетии, Кабардино-Балкарской Республике и Санкт-Петербурге — в воскресенье не было никаких выборов. Впервые после 2003 года прямые выборы мэра прошли в Москве. В двух в республиках (Дагестан и Ингушетия) прямые выборы главы республики населением, решениями местных парламентов, были заменены на голосование в региональном парламенте.
Назначение выборов началось в конце мая 2013 года (первыми это сделали в Чукотском автономном округе, Хабаровском крае и Иркутской области) и закончилось в июне. Последним субъектом, в котором были назначены выборы, стала Ярославская область, где действующая областная дума созыва не назначила выборы в срок до 9 июня и право назначения перешло к избирательной комиссии Ярославской области. Назначение выборов депутатов Ярославской областной думы шестого созыва состоялось 19 июня.
В выборах имели право участвовать 47 партий.

## Главы субъектов федерации
В начале 2013 года ожидалось, что выборы глав пройдут в 9 субъектах федерации. Однако 2 апреля 2013 года президент России Владимир Путин подписал закон, наделяющий субъекты РФ правом выбирать губернатора не прямым голосованием населения региона, а местным парламентом. Первым из субъектов Российской Федерации, решившим отказаться от прямых выборов главы республики стал Дагестан. Уже 18 апреля депутаты Народного собрания Республики Дагестан внесли изменения в Конституцию республики, а 30 мая приняли закон, заменивший прямые выборы президента Дагестана.
Вторым субъектом РФ, в котором гражданам отказали в прямых выборах главы республики стала Ингушетия. 24 апреля депутаты Народного собрания Республики Ингушетия приняли в первом чтении законопроект о выборах главы республики депутатами Народного собрания, а 8 мая приняли законопроект сразу во втором и третьем чтениях.
После этих изменений сроки проведения выборов глав Дагестана и Ингушетии парламентами республик будут увязаны с датами истечения полномочий действующих руководителей регионов, а не с единым днём голосования.
5 июня 2013 года объявил о своей отставке мэр Москвы Сергей Собянин, а уже 7 июня Мосгордума назначила досрочные выборы мэра на 8 сентября.

### Прямые выборы
| № | Субъект федерации          | Должность                                | Предыдущий глава | Врио главы                      | Выборы                                                  | Избран                                 | Процент голосов | Явка    |
| - | -------------------------- | ---------------------------------------- | --- | ------------------------------- | ------------------------------------------------------- | -------------------------------------- | --------------- | ------- |
| 1 | Московская область         | Губернатор Московской области            | С. К. Шойгу 11 мая 2012 — 6 ноября 2012 (досрочная отставка в связи с назначением министром, срок истекал в мае 2017) | А. Ю. Воробьёв с 8 ноября 2012  | Досрочные выборы губернатора Московской области (2013)  | А. Ю. Воробьёв (Единая Россия)         | 78,94 %         | 38,58 % |
| 2 | Республика Хакасия         | Глава Республики Хакасия                 | В. М. Зимин 15 января 2009 — 14 января 2013                                                                           | В. М. Зимин с 14 января 2013    | Выборы главы Республики Хакасия (2013)                  | В. М. Зимин (Единая Россия)            | 63,41 %         | 37,84 % |
| 3 | Магаданская область        | Губернатор Магаданской области           | Н. Н. Дудов 28 февраля 2003 — 3 февраля 2013                                                                          | В. П. Печёный с 3 февраля 2013  | Выборы губернатора Магаданской области (2013)           | В. П. Печёный (Единая Россия)          | 73,11 %         | 33,28 % |
| 4 | Забайкальский край         | Губернатор Забайкальского края           | Р. Ф. Гениатулин 1 марта 2008 — 1 марта 2013                                                                          | К. К. Ильковский с 1 марта 2013 | Выборы губернатора Забайкальского края (2013)           | К. К. Ильковский (Справедливая Россия) | 71,63 %         | 33,24 % |
| 5 | Владимирская область       | Губернатор Владимирской области          | Н. В. Виноградов 20 января 1997 — 24 марта 2013                                                                       | С. Ю. Орлова с 24 марта 2013    | Выборы губернатора Владимирской области (2013)          | С. Ю. Орлова (Единая Россия)           | 74,73 %         | 28,52 % |
| 6 | Хабаровский край           | Губернатор Хабаровского края             | В. И. Шпорт 30 апреля 2009 — 30 апреля 2013                                                                           | В. И. Шпорт с 30 апреля 2013    | Выборы губернатора Хабаровского края (2013)             | В. И. Шпорт (Единая Россия)            | 63,92 %         | 33,88 % |
| 7 | Москва                     | Мэр Москвы                               | С. С. Собянин 21 октября 2010 — 5 июня 2013 (досрочная отставка ради переизбрания, срок истекал в октябре 2015)       | С. С. Собянин с 5 июня 2013     | Досрочные выборы мэра Москвы (2013)                     | С. С. Собянин (Единая Россия)          | 51,37 %         | 32,03 % |
| 8 | Чукотский автономный округ | Губернатор Чукотского автономного округа | Р. В. Копин 3 июля 2008 — 24 июля 2013                                                                                | Р. В. Копин c 23 июля 2013      | Выборы губернатора Чукотского автономного округа (2013) | Р. В. Копин (Единая Россия)            | 79,84 %         | 64,44 % |

### Голосование в парламенте
| № | Субъект федерации    | Должность                 | Предыдущий глава                                 | Врио главы                         | Кандидаты                               | Дата голосования | Результат                            |
| - | -------------------- | ------------------------- | ------------------------------------------------ | ---------------------------------- | --------------------------------------- | ---------------- | ------------------------------------ |
| 1 | Республика Дагестан  | Глава Республики Дагестан | М. М. Магомедов 20 февраля 2010 — 28 января 2013 | Р. Г. Абдулатипов с 28 января 2013 | Р. Г. Абдулатипов М. Баглиев У. Омарова | 8 сентября 2013  | Р. Г. Абдулатипов 86 из 88 депутатов |
| 2 | Республика Ингушетия | Глава Ингушетии           | Ю. Б. Евкуров 31 октября 2008 — 4 июля 2013      | Ю. Б. Евкуров с 4 июля 2013        | Ю. Б. Евкуров У. Евлоев М. Татриев      | 8 сентября 2013  | Ю. Б. Евкуров 25 из 27 депутатов     |

## Законодательные собрания субъектов федерации

### Республика Башкортостан
Выборы депутатов Государственного Собрания Республики Башкортостан.
| Партия                                            | По единому списку | По единому списку | По единому списку | Мандатов по одномандатным округам | Мандатов всего | % от числа избранных депутатов |
| Партия                                            | Подано голосов    | Доля голосов      | Мандатов          | Мандатов по одномандатным округам | Мандатов всего | % от числа избранных депутатов |
| «Единая Россия»                                   | 1 214 279         | 76,06 %           | 49                | 39                                | 88             | 80 %                           |
| «КПРФ»                                            | 186 766           | 11,70 %           | 6                 | 4                                 | 10             | 9 %                            |
| Заградительный барьер                             |                   |                   |                   |                                   |                |                                |
| «ЛДПР»                                            | 59403             | 3,72 %            | 0                 | 3                                 | 3              | 3 %                            |
| «Патриоты России»                                 | 15 566            | 0,98 %            | 0                 | 1                                 | 1              | 1 %                            |
| «Российская партия народного управления»          | 12 410            | 0,79 %            | 0                 | 0                                 | 0              | 0 %                            |
| «Российская партия пенсионеров за справедливость» | 10 383            | 0,66 %            | 0                 | 0                                 | 0              | 0 %                            |
| «Российская экологическая партия „Зелёные“»       | 9252              | 0,59 %            | 0                 | 0                                 | 0              | 0 %                            |
| «Гражданская платформа»                           | 7827              | 0,50 %            | 0                 | 0                                 | 0              | 0 %                            |
| «Альянс зелёных — Народная партия»                | 5251              | 0,33 %            | 0                 | 1                                 | 1              | 1 %                            |
| «Рождённые в СССР»                                | 4937              | 0,31 %            | 0                 | 0                                 | 0              | 0 %                            |
| «Партия социальной солидарности»                  | 3878              | 0,24 %            | 0                 | 1                                 | 1              | 1 %                            |
| самовыдвиженцы                                    | -                 | -                 | -                 | 6                                 | 6              | 5 %                            |
| Итого                                             | -                 | -                 | 55                | 55                                | 110            | 100 %                          |

### Республика Бурятия
Выборы депутатов Народного Хурала Республики Бурятия.
| Партия                                            | По единому списку | По единому списку | По единому списку | Мандатов по одномандатным округам | Мандатов всего | % от числа избранных депутатов |
| Партия                                            | Подано голосов    | Доля голосов      | Мандатов          | Мандатов по одномандатным округам | Мандатов всего | % от числа избранных депутатов |
| «Единая Россия»                                   | 126 088           | 43,34 %           | 20                | 25                                | 45             | 68 %                           |
| «КПРФ»                                            | 56 337            | 19,37 %           | 8                 | 0                                 | 8              | 12 %                           |
| «Справедливая Россия»                             | 26 256            | 9,06 %            | 4                 | 2                                 | 6              | 9 %                            |
| Заградительный барьер — 7 %                       |                   |                   |                   |                                   |                |                                |
| «ЛДПР»                                            | 17 762            | 6,11 %            | 1                 | 0                                 | 1              | 2 %                            |
| Барьер утешительного мандата — 5 %                |                   |                   |                   |                                   |                |                                |
| «Гражданская платформа»                           | 11 713            | 4,03 %            | 0                 | 1                                 | 1              | 2 %                            |
| «КПСС»                                            | 10 686            | 3,67 %            | 0                 | 0                                 | 0              | 0 %                            |
| «Российская партия пенсионеров за справедливость» | 4288              | 1,47 %            | 0                 | 1                                 | 1              | 2 %                            |
| Ещё 15 партий — менее 1,2 %                       |                   |                   |                   |                                   |                |                                |
| самовыдвиженцы                                    | -                 | -                 | -                 | 4                                 | 4              | 6 %                            |
| Итого                                             | -                 | -                 | 33                | 33                                | 66             | 100 %                          |

### Республика Калмыкия
Выборы депутатов Народного Хурала Республики Калмыкия.
| Партия                      | По единому списку | По единому списку | По единому списку | % от числа избранных депутатов |
| Партия                      | Подано голосов    | Доля голосов      | Мандатов          | % от числа избранных депутатов |
| «Единая Россия»             | 53 111            | 51,34 %           | 18                | 67 %                           |
| «КПРФ»                      | 11 801            | 11,41 %           | 4                 | 15 %                           |
| «Гражданская платформа»     | 9 690             | 9,37 %            | 3                 | 11 %                           |
| «Патриоты России»           | 5 972             | 5,77 %            | 2                 | 7 %                            |
| Заградительный барьер — 5 % |                   |                   |                   |                                |
| «Справедливая Россия»       | 4 402             | 4,55 %            | 0                 | 0 %                            |
| «Родина»                    | 3 241             | 3,35 %            | 0                 | 0 %                            |
| «ЛДПР»                      | 2 517             | 2,60 %            | 0                 | 0 %                            |
| «Коммунисты России»         | 2 037             | 2,11 %            | 0                 | 0 %                            |
| «Правое дело»               | 1 625             | 1,68 %            | 0                 | 0 %                            |
| Итого                       | -                 | -                 | 27                | 100 %                          |

### Республика Саха (Якутия)
Выборы депутатов Государственного Собрания (Ил Тумэн) Республики Саха (Якутия).
| Партия                                            | По единому списку | По единому списку | По единому списку | Мандатов по одномандатным округам | Мандатов всего | % от числа избранных депутатов |
| Партия                                            | Подано голосов    | Доля голосов      | Мандатов          | Мандатов по одномандатным округам | Мандатов всего | % от числа избранных депутатов |
| «Единая Россия»                                   | 132 052           | 47,41 %           | 22                | 29                                | 51             | 73 %                           |
| «Справедливая Россия»                             | 44 585            | 16,01 %           | 7                 | 2                                 | 9              | 13 %                           |
| «КПРФ»                                            | 35 704            | 12,82 %           | 5                 | 0                                 | 5              | 7 %                            |
| Заградительный барьер — 7 %                       |                   |                   |                   |                                   |                |                                |
| «ЛДПР»                                            | 17 556            | 6,30 %            | 1                 | 0                                 | 1              | 1 %                            |
| Барьер утешительного мандата — 5 %                |                   |                   |                   |                                   |                |                                |
| «Гражданская платформа»                           | 13 729            | 4,93 %            | 0                 | 0                                 | 0              | 0 %                            |
| «Российская партия пенсионеров за справедливость» | 7003              | 2,51 %            | 0                 | 0                                 | 0              | 0 %                            |
| «За женщин России»                                | 6067              | 2,18 %            | 0                 | 1                                 | 1              | 1 %                            |
| «КПСС»                                            | 5410              | 1,94 %            | 0                 | 0                                 | 0              | 0 %                            |
| Ещё 5 партий — менее 1 %                          |                   |                   |                   |                                   |                |                                |
| самовыдвиженцы                                    | -                 | -                 | -                 | 3                                 | 3              | 4 %                            |
| Итого                                             | -                 | -                 | 35                | 35                                | 70             | 100 %                          |

### Республика Хакасия
Выборы депутатов Верховного Совета Республики Хакасия.
| Партия                                      | По единому списку | По единому списку | По единому списку | Мандатов по одномандатным округам | Мандатов всего | % от числа избранных депутатов |
| Партия                                      | Подано голосов    | Доля голосов      | Мандатов          | Мандатов по одномандатным округам | Мандатов всего | % от числа избранных депутатов |
| «Единая Россия»                             | 68 192            | 46,32 %           | 14                | 20                                | 34             | 68 %                           |
| «ЛДПР»                                      | 24 367            | 16,55 %           | 5                 | 0                                 | 5              | 10 %                           |
| «КПРФ»                                      | 21 195            | 14,40 %           | 4                 | 2                                 | 6              | 12 %                           |
| «Коммунисты России»                         | 9478              | 6,44 %            | 2                 | 0                                 | 2              | 4 %                            |
| Заградительный барьер — 5 %                 |                   |                   |                   |                                   |                |                                |
| «Справедливая Россия»                       | 5749              | 3,91 %            | 0                 | 0                                 | 0              | 0 %                            |
| «Патриоты России»                           | 5644              | 3,83 %            | 0                 | 1                                 | 1              | 2 %                            |
| «Партия пенсионеров России»                 | 4653              | 3,16 %            | 0                 | 0                                 | 0              | 0 %                            |
| «Российская экологическая партия „Зелёные“» | 2626              | 1,78 %            | 0                 | 0                                 | 0              | 0 %                            |
| самовыдвиженцы                              | -                 | -                 | -                 | 2                                 | 2              | 4 %                            |
| Итого                                       | -                 | -                 | 25                | 25                                | 50             | 100 %                          |

### Чеченская Республика
Выборы депутатов Парламента Чеченской Республики.
| Партия                             | По единому списку | По единому списку | По единому списку | % от числа избранных депутатов |
| Партия                             | Подано голосов    | Доля голосов      | Мандатов          | % от числа избранных депутатов |
| «Единая Россия»                    | 498 680           | 85,94 %           | 37                | 90 %                           |
| «Справедливая Россия»              | 42 158            | 7,27 %            | 3                 | 7 %                            |
| Заградительный барьер — 7 %        |                   |                   |                   |                                |
| «Патриоты России»                  | 38 722            | 5,07 %            | 1                 | 2 %                            |
| Барьер утешительного мандата — 5 % |                   |                   |                   |                                |
| Итого                              | -                 | -                 | 41                | 100 %                          |

### Забайкальский край
Выборы депутатов Законодательного Собрания Забайкальского края.
| Партия                | По единому списку | По единому списку | По единому списку | Мандатов по одномандатным округам | Мандатов всего | % от числа избранных депутатов |
| Партия                | Подано голосов    | Доля голосов      | Мандатов          | Мандатов по одномандатным округам | Мандатов всего | % от числа избранных депутатов |
| «Единая Россия»       | 117 945           | 43,09 %           | 14                | 22                                | 36             | 72 %                           |
| «КПРФ»                | 38 722            | 14,15 %           | 4                 | 0                                 | 4              | 8 %                            |
| «ЛДПР»                | 36 617            | 13,38 %           | 4                 | 0                                 | 4              | 8 %                            |
| «Справедливая Россия» | 28 616            | 10,45 %           | 3                 | 1                                 | 4              | 8 %                            |
| Заградительный барьер |                   |                   |                   |                                   |                |                                |
| самовыдвиженцы        | -                 | -                 | -                 | 2                                 | 2              | 4 %                            |
| Итого                 | -                 | -                 | 25                | 25                                | 50             | 100 %                          |

### Архангельская область
Выборы депутатов Архангельского областного Собрания депутатов.
| Партия                             | По единому списку | По единому списку | По единому списку | Мандатов по одномандатным округам | Мандатов всего | % от числа избранных депутатов |
| Партия                             | Подано голосов    | Доля голосов      | Мандатов          | Мандатов по одномандатным округам | Мандатов всего | % от числа избранных депутатов |
| «Единая Россия»                    | 102 217           | 40,69 %           | 18                | 25                                | 43             | 69 %                           |
| «КПРФ»                             | 32 357            | 12,88 %           | 5                 | 1                                 | 6              | 10 %                           |
| «ЛДПР»                             | 30 898            | 12,30 %           | 4                 | 0                                 | 4              | 6 %                            |
| «Справедливая Россия»              | 26 275            | 10,46 %           | 3                 | 2                                 | 5              | 8 %                            |
| Заградительный барьер — 7 %        |                   |                   |                   |                                   |                |                                |
| «Родина»                           | 15 534            | 6,18 %            | 1                 | 1                                 | 2              | 3 %                            |
| Барьер утешительного мандата — 5 % |                   |                   |                   |                                   |                |                                |
| «Патриоты России»                  | 3345              | 1,33 %            | 0                 | 1                                 | 1              | 2 %                            |
| самовыдвиженцы                     | -                 | -                 | -                 | 1                                 | 1              | 2 %                            |
| Итого                              | -                 | -                 | 31                | 31                                | 62             | 100 %                          |

### Владимирская область
Выборы депутатов Законодательного собрания Владимирской области.
| Партия                             | По единому списку | По единому списку | По единому списку | Мандатов по одномандатным округам | Мандатов всего | % от числа избранных депутатов |
| Партия                             | Подано голосов    | Доля голосов      | Мандатов          | Мандатов по одномандатным округам | Мандатов всего | % от числа избранных депутатов |
| «Единая Россия»                    | 150 265           | 44,33 %           | 13                | 19                                | 32             | 84 %                           |
| «КПРФ»                             | 45 887            | 13,54 %           | 3                 | 0                                 | 3              | 8 %                            |
| «ЛДПР»                             | 33610             | 9,92 %            | 2                 | 0                                 | 2              | 5 %                            |
| Заградительный барьер — 7 %        |                   |                   |                   |                                   |                |                                |
| «Справедливая Россия»              | 23 607            | 6,96 %            | 1                 | 0                                 | 1              | 3 %                            |
| Барьер утешительного мандата — 5 % |                   |                   |                   |                                   |                |                                |
| Ещё 14 партий — менее 5 %          |                   |                   |                   |                                   |                |                                |
| Итого                              | -                 | -                 | 19                | 19                                | 38             | 100 %                          |

### Ивановская область
Выборы депутатов Ивановской областной думы.

### Иркутская область
Выборы депутатов Законодательного собрания Иркутской области.
| Партия                      | По единому списку | По единому списку | По единому списку | Мандатов по одномандатным округам | Мандатов всего | % от числа избранных депутатов |
| Партия                      | Подано голосов    | Доля голосов      | Мандатов          | Мандатов по одномандатным округам | Мандатов всего | % от числа избранных депутатов |
| «Единая Россия»             | 201 724           | 42,36 %           | 13                | 16                                | 29             | 64 %                           |
| «КПРФ»                      | 89 845            | 18,87 %           | 5                 | 1                                 | 6              | 13 %                           |
| «ЛДПР»                      | 53 699            | 11,28 %           | 3                 | 1                                 | 4              | 9 %                            |
| «Гражданская платформа»     | 40 543            | 8,51 %            | 2                 | 2                                 | 4              | 9 %                            |
| Заградительный барьер — 7 % |                   |                   |                   |                                   |                |                                |
| «Справедливая Россия»       | 19 392            | 4,07 %            | 0                 | 0                                 | 0              | 0 %                            |
| «КПСС»                      | 15 539            | 3,26 %            | 0                 | 0                                 | 0              | 0 %                            |
| Ещё 11 партий — менее 2 %   |                   |                   |                   |                                   |                |                                |
| самовыдвиженцы              | -                 | -                 | -                 | 2                                 | 2              | 4 %                            |
| Итого                       | -                 | -                 | 23                | 22                                | 45             | 100 %                          |

### Кемеровская область
Выборы депутатов Совета народных депутатов Кемеровской области.
| Партия                           | По единому списку | По единому списку | По единому списку | Мандатов по одномандатным округам | Мандатов всего | % от числа избранных депутатов |
| Партия                           | Подано голосов    | Доля голосов      | Мандатов          | Мандатов по одномандатным округам | Мандатов всего | % от числа избранных депутатов |
| «Единая Россия»                  | 1 334 138         | 86,21 %           | 22                | 22                                | 44             | 96 %                           |
| «ЛДПР»                           | 60 793            | 3,93 %            | 1                 | 0                                 | 1              | 2 %                            |
| Заградительный барьер            |                   |                   |                   |                                   |                |                                |
| КПРФ                             | 39 881            | 2,58 %            | 0                 | 0                                 | 0              | 0                              |
| «Справедливая Россия»            | 28 776            | 1,86 %            | 0                 | 1                                 | 1              | 2 %                            |
| Патриоты России                  | 17 984            | 1,16 %            | 0                 | 0                                 | 0              | 0                              |
| Партия пенсионеров               | 8 882             | 0,57 %            | 0                 | 0                                 | 0              | 0                              |
| Яблоко                           | 7 534             | 0,49 %            | 0                 | 0                                 | 0              | 0                              |
| Коммунисты России                | 7 347             | 0,47 %            | 0                 | 0                                 | 0              | 0                              |
| КПСС                             | 4 236             | 0,27 %            | 0                 | 0                                 | 0              | 0                              |
| Зелёные                          | 4 196             | 0,27 %            | 0                 | 0                                 | 0              | 0                              |
| Родина                           | 3 579             | 0,23 %            | 0                 | 0                                 | 0              | 0                              |
| Партия мира и единства           | 1 956             | 0,13 %            | 0                 | 0                                 | 0              | 0                              |
| Трудовая партия России           | 1 888             | 0,12 %            | 0                 | 0                                 | 0              | 0                              |
| СДПР                             | 1 248             | 0,08 %            | 0                 | 0                                 | 0              | 0                              |
| Партия налогоплательщиков России | 1 241             | 0,08 %            | 0                 | 0                                 | 0              | 0                              |
| ДПР                              | 1 051             | 0,07 %            | 0                 | 0                                 | 0              | 0                              |
| Гражданская позиция              | 1 049             | 0,07 %            | 0                 | 0                                 | 0              | 0                              |
| Народная партия России           | 930               | 0,06 %            | 0                 | 0                                 | 0              | 0                              |
| Родная страна                    | 920               | 0,06 %            | 0                 | 0                                 | 0              | 0                              |
| Союз горожан                     | 863               | 0,06 %            | 0                 | 0                                 | 0              | 0                              |
| Итого                            | 1 528 462         | 100 %             | 23                | 23                                | 46             | 100 %                          |

### Ленинградская область
Довыборы в Законодательное собрание Ленинградской области проходили в Коммунарском одномандатном избирательном округе № 17 в связи с тем, что избранный от этого округа Евгений Петелин был назначен представителем региона в Совете Федерации. Заявки на участие в выборах подали 15 человек, зарегистрированы были 11 из них. Семь — представители политических партий, четверо — самовыдвиженцы:
1) Вусик Елена Николаевна («Российская Социалистическая партия»)
2) Голубкин Дмитрий Евгеньевич («Трудовая партия России»)
3) Грибин Алексей Сергеевич (самовыдвиженец)
4) Корнышев Алексей Евгеньевич (самовыдвиженец)
5) Николаев Александр Александрович (КПРФ)
6) Перов Виктор Николаевич («Коммунисты России»)
7) Пименов Валерий Михайлович (ЛДПР)
8) Попов Сергей Михайлович («Справедливая Россия»)
9) Пункина Лариса Максимовна («Единая Россия»)
10) Старовойтов Денис Михайлович (самовыдвиженец)
11) Шохина Екатерина Вячеславовна (самовыдвиженец)
Голосование проходило на 30 избирательных участках Гатчины, Коммунара и нескольких сельских поселений. На 14 УИКах была возможность осуществлять видеонаблюдение за ходом голосования и подсчётом голосов, как на президентских выборах в 2012 году. Правом голоса обладали 56 364 жителей Коммунарского округа.
К 10 часам 8 сентября явка избирателей составила 1,77 %, к 15 часам — 11,98 %, к 18 — 16,27 %. На конец дня на избирательные участки пришли около 20,3 % граждан, имеющих право голоса. По словам председателя Избирательной комиссии Ленинградской области, на выборах не зафиксировано серьёзных нарушений, которые могли бы поставить под сомнение законность процесса. В партии «Справедливая Россия», напротив, говорят о множественных нарушениях как до дня голосования, так и 8 сентября.
Согласно официальным результатам депутатский мандат в Законодательном собрании области займёт представитель «Единой России» Лариса Пункина, набравшая 41,87 % голосов избирателей, пришедших на участки.
Результаты довыборов в Законодательное собрание Ленинградской области.
| Пункина Лариса Максимовна                       | 4786   | 41,87  |
| Попов Сергей Михайлович                         | 1894   | 16,57  |
| Корнышев Алексей Евгеньевич                     | 1322   | 11,57  |
| Николаев Александр Александрович                | 869    | 7,60   |
| Шохина Екатерина Вячеславовна                   | 716    | 6,26   |
| Пименов Валерий Михайлович                      | 535    | 4,68   |
| Другие                                          | 988    |        |
| действительные голоса                           | 11 110 | -      |
| недействительные голоса                         | 320    | -      |
| Всего                                           | 56 393 | 100,00 |
| Явка                                            | 11 441 | 20,3   |
| Источник: Избирком Ленобласти, «Город Коммунар» |        |        |

### Ростовская область
Выборы депутатов Законодательного собрания Ростовской области.
| Партия                | По единому списку | По единому списку | По единому списку | Мандатов по одномандатным округам | Мандатов всего | % от числа избранных депутатов |
| Партия                | Подано голосов    | Доля голосов      | Мандатов          | Мандатов по одномандатным округам | Мандатов всего | % от числа избранных депутатов |
| «Единая Россия»       | 859 164           | 62,45 %           | 24                | 28                                | 52             | 87 %                           |
| «КПРФ»                | 202 359           | 14,71 %           | 4                 | 2                                 | 6              | 10 %                           |
| «Справедливая Россия» | 109 644           | 7,97 %            | 2                 | 0                                 | 2              | 3 %                            |
| Заградительный барьер |                   |                   |                   |                                   |                |                                |
| Итого                 | -                 | -                 | 30                | 30                                | 60             | 100 %                          |

### Смоленская область
В выборах депутатов Смоленской областной думы участвовало 22 партии, избраны были представители пяти партий. Явка составила 29,11 %.
| Партия                             | По единому списку | По единому списку | По единому списку | Мандатов по одномандатным округам | Мандатов всего | % от числа избранных депутатов |
| Партия                             | Подано голосов    | Доля голосов      | Мандатов          | Мандатов по одномандатным округам | Мандатов всего | % от числа избранных депутатов |
| «Единая Россия»                    | 96 539            | 41,17 %           | 13                | 23                                | 36             | 75 %                           |
| «КПРФ»                             | 35 221            | 15,02 %           | 4                 | 1                                 | 5              | 10 %                           |
| «ЛДПР»                             | 31 625            | 13,49 %           | 4                 | 0                                 | 4              | 8 %                            |
| «Справедливая Россия»              | 17 782            | 7,58 %            | 2                 | 0                                 | 2              | 4 %                            |
| Заградительный барьер — 7 %        |                   |                   |                   |                                   |                |                                |
| «РППС»                             | 14 237            | 6,07 %            | 1                 | 0                                 | 1              | 2 %                            |
| Барьер утешительного мандата — 5 % |                   |                   |                   |                                   |                |                                |
| Итого                              | -                 | -                 | 24                | 24                                | 48             | 100 %                          |

### Ульяновская область
Выборы депутатов Законодательного собрания Ульяновской области.
| Партия                      | По единому списку | По единому списку | По единому списку | Мандатов по одномандатным округам | Мандатов всего | % от числа избранных депутатов |
| Партия                      | Подано голосов    | Доля голосов      | Мандатов          | Мандатов по одномандатным округам | Мандатов всего | % от числа избранных депутатов |
| «Единая Россия»             | 212 678           | 57,62 %           | 15                | 16                                | 31             | 86 %                           |
| «КПРФ»                      | 51 972            | 14,08 %           | 2                 | 2                                 | 4              | 11 %                           |
| «ЛДПР»                      | 26 727            | 7,24 %            | 1                 | 0                                 | 1              | 3 %                            |
| Заградительный барьер — 7 % |                   |                   |                   |                                   |                |                                |
| «Справедливая Россия»       | 11 168            | 3,03 %            | 0                 | 0                                 | 0              | 0 %                            |
| Ещё 9 партий — менее 3 %    |                   |                   |                   |                                   |                |                                |
| самовыдвиженцы              | -                 | -                 | -                 | -                                 | -              | -                              |
| Итого                       | -                 | -                 | 18                | 18                                | 36             | 100 %                          |

### Ярославская область
По данным Центральной избирательной комиссии после обработки 87,53 процентов протоколов:
«Единая Россия» — 41,34 %
«КПРФ» — 11,33 %
«Справедливая Россия» — 9,94 %
«РПР-ПАРНАС» — 5,47 %
«ЛДПР» — 5,12 %

## Местные выборы

### Выборы в административных центрах субъектов федерации
Выборы глав городов-административных центров субъектов РФ прошли в 8 городах (не считая Москву): Петрозаводск, Абакан, Владивосток, Хабаровск, Вологда, Воронеж, Великий Новгород, Екатеринбург.
Выборы парламентов городов-административных центров субъектов РФ (не считая довыборов на отдельные места) прошли в 12 городах: Майкоп, Якутск, Кызыл, Абакан, Красноярск, Архангельск, Белгород, Волгоград, Великий Новгород, Рязань, Екатеринбург, Тюмень. На выборах депутатов Совета народных депутатов муниципального образования «Город Майкоп» из 30 мест 22 получили представители «Единой России», 3 — КПРФ, 2 — ЛДПР, по 1 — «Коммунисты России» и «Родина», ещё одно место занял самовыдвиженец. На выборах депутатов Якутской городской Думы из 30 мест 18 — у «Единой России», 4 — у «Справедливой России», 2 — у КПРФ, по 1 — у «Гражданской платформы» и ЛДПР, 4 — у самовыдвиженцев. На выборах депутатов Хурала представителей города Кызыла 24 из 26 мест заняла «Единая Россия», по одному — у КПРФ и «Справедливой России». На выборах депутатов Совета депутатов города Абакана 23 из 26 мест у «Единой России», 2 — у КПРФ, 1 — у ЛДПР. На выборах Красноярского городского Совета депутатов победу одержали «Патриоты России», получившие 14 мест из 36, у «Единой России» — 12, у «Справедливой России» — 5, у «Гражданской платформы» — 4, у КПРФ — 1. Выборы депутатов Архангельской городской Думы выиграла «Единая Россия», получив 20 мест из 30, 3 — у КПРФ, 2 — у ЛДПР и «Родины», 1 — у «Справедливой России», ещё 2 — у самовыдвиженцев. На выборах Совета депутатов города Белгорода 37 из 54 мест заняла «Единая Россия», 7 — КПРФ, 2 — «Справедливая Россия», 2 — ЛДПР, 2 — РППС, 1 — «Коммунисты России», 1 — «Зелёные», 1 — «Гражданская платформа», 1 — самовыдвиженец. В выборах депутатов Волгоградской городской Думы победила «Единая Россия» — 33 из 48 мест, далее 6 — КПРФ, 5 — «Справедливая Россия», по 1 — ЛДПР, КПСС и «Гражданская платформа», а также самовыдвиженец.

### Выборы в Екатеринбурге
Екатеринбург стал первым в истории России городом, где состоялись прямые выборы председателя местной Думы (официальное название должности «Глава Екатеринбурга — Председатель Екатеринбургской городской думы»). Бизнесмен и основатель «Монархической партии» Антон Баков в прямом эфире предвыборных дебатов на радиостанции «Город ФМ 107,6 ФМ» заявил, что подарит сто тысяч рублей тому, кто приведет ему пример ещё одного такого города.
Всего в Екатеринбурге 8 сентября состоялось 2 вида выборов, в которых вправе были участвовать все горожане — Главы Екатеринбурга — Председателя Екатеринбургской городской Думы и депутатов Екатеринбургской городской Думы по партийным спискам и по одномандатным округам — и одни выборы, в которых могли участвовать не все жители города — довыборы депутаты ЗакСобрания Свердловской области по одномандатному округу № 8 Кировского района.
Выборы Главы Екатеринбурга — Председателя Екатеринбургской городской Думы
Явка — 33,60 %
- Ройзман, Евгений Вадимович (Гражданская платформа) 120194 33,31 %
- Силин, Яков Петрович (Единая Россия) 107204 29,71 %
- Бурков, Александр Леонидович (Справедливая Россия) 73085 20,25 %
- Альшевских, Андрей Геннадьевич (КПРФ) 16454 4,56 %
- Артюх Евгений Петрович (Российская партия пенсионеров за справедливость) 12252 3,40 %
- Бурков Александр Владимирович (Коммунистическая партия социальной справедливости) 6933 1,92 %
- Бакова, Анастасия Антоновна (Монархическая партия) 4415 1,22 %
- Носков Денис Анатольевич (ЛДПР) 3844 1,07 %
- Бурков Антон Леонидович (Трудовая партия России) 2804 0,78 %
- Рузаков Игорь Олегович (Альянс Зелёных — Народная партия) 1816 0,50 %
- Карелин Герман Юрьевич (Демократическая партия России) 1669 0,34 %
- Рявкин, Александр Юрьевич (Гражданская сила) 1031 0,29 %

### Местные выборы в Кемеровской области
В Кемеровской области прошли выборы глав городских округов и муниципальных районов, а также выборы в представительные органы муниципальной и государственной власти:
- Калтан — выборы Главы города и депутатов городского Совета народных депутатов,
- Киселёвск — выборы Главы города,
- Междуреченск — выборы Главы города и депутатов городского Совета народных депутатов,
- Мыски — выборы Главы города и депутатов городского Совета народных депутатов,
- Новокузнецк — выборы Главы города,
- Прокопьевск — выборы депутатов городского Совета народных депутатов,
- Осинники — выборы Главы города и депутатов городского Совета народных депутатов,
- Таштагольский район — выборы Главы района и депутатов районного Совета народных депутатов.

В городах Мыски, Междуреченск, Осинники, Прокопьевск горсовет избирается по спискам, выдвинутым политическими партиями. Участвуют ЕР, ЛДПР, СР ,КПРФ, Яблоко и Патриоты России.